# Mora (Nouveau-Mexique)
Pour les articles homonymes, voir Mora.
La ville de Mora est le siège du comté de Mora, situé dans le Nouveau-Mexique, aux États-Unis.